# Prêmio ACIE de Melhor Ator
O Prêmio ACIE de Melhor Ator é um dos prêmios oferecidos pelo Prêmio ACIE de Cinema, concedido pela Associação de Correspondentes de Imprensa Estrangeira no Brasil (ACIE) e entregue em honra aos atores que se destacam no papel principal de obras cinematográficas de determinado ano. Esta categoria está presente na premiação desde a primeira cerimônia, ocasião em que Marco Nanini venceu por sua interpretação em Apolônio Brasil, o Campeão da Alegria. A comissão de indicação é composta por profissionais estrangeiros associados à ACIE, semelhante ao prêmio Golden Globes, dos Estados Unidos.

## Indicados e vencedores
O ano indicado refere-se ao ano em que ocorreu a cerimônia de premiação, na maioria das vezes relativo ao catálogo de filmes produzidos no ano anterior. Os vencedores aparecem no topo da lista e destacados em negrito, de acordo com o site oficial:
| Ano                   | Atriz                                    | Papel                                     | Filme  | Ref. |
| --------------------- | ---------------------------------------- | ----------------------------------------- | ------ | ---- |
| 2004                  |                                          |                                           |        |      |
| Marco Nanini          | Apolônio Brasil                          | Apolônio Brasil, o Campeão da Alegria     | [ 1 ]  |      |
| Ary França            | Durval                                   | Durval Discos                             | [ 1 ]  |      |
| Selton Melo           | Leléu Antônio da Anunciação              | Lisbela e o Prisioneiro                   | [ 1 ]  |      |
| Wagner Moura          | Edvaltécio Barbosa da Anunciação "Taoca" | Deus é Brasileiro                         | [ 1 ]  |      |
| 2005                  |                                          |                                           | [ 1 ]  |      |
| Daniel de Oliveira    | Cazuza                                   | Cazuza - O Tempo Não Para                 | [ 3 ]  |      |
| José Dumont           | Antonio Biá                              | Narradores de Javé                        | [ 3 ]  |      |
| Paulo José            | Benjamin Zambraia                        | Benjamim                                  | [ 3 ]  |      |
| Pedro Cardoso         | Célio Rocha                              | Redentor                                  | [ 3 ]  |      |
| 2006                  |                                          |                                           | [ 3 ]  |      |
| Otávio Augusto        | Edgar                                    | Bendito Fruto                             | [ 4 ]  |      |
| Flávio Bauraqui       | Jorginho                                 | Quase Dois Irmãos                         | [ 4 ]  |      |
| Lázaro Ramos          | Deco                                     | Cidade Baixa                              | [ 4 ]  |      |
| Luís Gustavo          | Alfredo Baragatti                        | O Casamento de Romeu e Julieta            | [ 4 ]  |      |
| 2007                  |                                          |                                           | [ 4 ]  |      |
| Antônio Calloni       | Saraiva                                  | Anjos do Sol                              | [ 5 ]  |      |
| Leonardo Medeiros     | Alcaíde                                  | O Veneno da Madrugada                     | [ 5 ]  |      |
| Matheus Nachtergaele  | Joaquim Silva "Quinzinho"                | Tapete Vermelho                           | [ 5 ]  |      |
| Michel Joelsas        | Mauro Gadelha                            | O Ano em que Meus Pais Saíram de Férias   | [ 5 ]  |      |
| 2008                  |                                          |                                           |        |      |
| Wagner Moura          | Roberto Nascimento                       | Tropa de Elite                            | [ 6 ]  |      |
| Caio Blat             | Frei Tito                                | Batismo de Sangue                         | [ 6 ]  |      |
| Selton Mello          | Lourenço                                 | O Cheiro do Ralo                          | [ 6 ]  |      |
| Thiago da Silva Mariz | Thiago                                   | Mutum                                     | [ 6 ]  |      |
| 2009                  |                                          |                                           | [ 6 ]  |      |
| João Miguel           | Raimundo Nonato                          | Estômago                                  | [ 7 ]  |      |
| Ary Fontoura          | Ondina "Dina" Rocha                      | A Guerra dos Rocha                        | [ 7 ]  |      |
| Selton Mello          | João Guilherme Estrella                  | Meu Nome Não É Johnny                     | [ 7 ]  |      |
| Stepan Nercessian     | Eudes                                    | Chega de Saudade                          | [ 7 ]  |      |
| 2010                  |                                          |                                           | [ 7 ]  |      |
| Dan Stulbach          | Clausewitz                               | Tempos de Paz                             | [ 8 ]  |      |
| Daniel de Oliveira    | Santinho                                 | A Festa da Menina Morta                   | [ 8 ]  |      |
| Selton Mello          | Pedro                                    | A Mulher Invisível                        | [ 8 ]  |      |
| Tony Ramos            | Segismundo                               | Tempos de Paz                             | [ 8 ]  |      |
| 2011                  |                                          |                                           | [ 8 ]  |      |
| Wagner Moura          | Roberto Nascimento                       | Tropa de Elite 2: O Inimigo Agora É Outro | [ 9 ]  |      |
| Marat Descartes       | Valter                                   | Os Inquilinos                             | [ 9 ]  |      |
| Nelson Xavier         | Francisco Cândido Xavier "Chico Xavier"  | Chico Xavier                              | [ 9 ]  |      |
| Rui Ricardo Diaz      | Luiz Inácio Lula da Silva                | Lula: O Filho do Brasil                   | [ 9 ]  |      |
| 2012                  |                                          |                                           | [ 9 ]  |      |
| Igor Cotrim           | Madona                                   | Elvis e Madona                            | [ 10 ] |      |
| Fernando Bezerra      | Expedito                                 | Transeunte                                | [ 10 ] |      |
| Selton Mello          | Benjamin / Palhaço Pangaré               | O Palhaço                                 | [ 10 ] |      |
| Wagner Moura          | Marcelo Nascimento da Rocha              | VIPs                                      | [ 10 ] |      |
| 2013                  |                                          |                                           | [ 10 ] |      |
| Rodrigo Santoro       | Heleno de Freitas                        | Heleno                                    | [ 11 ] |      |
| Daniel de Oliveira    | Hiroito de Moraes Joanides               | Boca                                      | [ 11 ] |      |
| Irandhir Santos       | Zizo                                     | Febre do Rato                             | [ 11 ] |      |
| João Miguel           | Cláudio Villas-Bôas                      | Xingu                                     | [ 11 ] |      |

## Múltiplas vitórias e indicações
| Os seguintes atores receberam duas ou mais indicações ao ACIE de melhor ator: \| Indicações \| Atores \| \| ---------- \| ------------------ \| \| 5 \| Selton Mello \| \| 4 \| Wagner Moura \| \| 3 \| Daniel de Oliveira \| \| 2 \| João Miguel \| |                    |
| Indicações | Atores             |
| 5 | Selton Mello       |
| 4 | Wagner Moura       |
| 3 | Daniel de Oliveira |
| 2 | João Miguel        |